# Lijst van rijksmonumenten aan de Nieuwe Gracht (Haarlem)
De Nieuwe Gracht in de stad Haarlem telt 37 inschrijvingen in het rijksmonumentenregister. Hieronder een compleet overzicht van de rijksmonumenten aan of bij Nieuwe Gracht.
| Object | Oorspronkelijke functie?  | Bouwjaar                     | Architect | Locatie                               | Coördinaten?                 | Nr.?   | Afbeelding                                                           |
| --- | ------------------------- | ---------------------------- | --------- | ------------------------------------- | ---------------------------- | ------ | -------------------------------------------------------------------- |
| Pand met rechte kroonlijst, gevel met dodekop geverfd (Paardenwed) | Woonhuis                  | eind 17e eeuw                |           | Nieuwe Gracht bij Jansstraat          | 52° 23' 4" NB, 4° 38' 20" OL | 19572  | Meer afbeeldingen                                                    |
| Pand met rechte kroonlijst | Woonhuis                  | 1691 (jaartal op bint)       |           | Nieuwe Gracht 1                       | 52° 23' 4" NB, 4° 38' 17" OL | 19573  | Pand met rechte kroonlijst                                           |
| Breed statig patriciershuis, hoge stoep hardstenen ingangsomlijsting, lantaarn, rechte kroonlijst met metopen en grove consoles, vooruitspringende middenrisaliet              | Woonhuis                  | eind 18e eeuw                |           | Nieuwe Gracht 3                       | 52° 23' 5" NB, 4° 38' 17" OL | 19574  | Meer afbeeldingen                                                    |
| Huis Barnaart | Woonhuis                  | 1805                         |           | Nieuwe Gracht 7                       | 52° 23' 5" NB, 4° 38' 15" OL | 19575  | Meer afbeeldingen                                                    |
| Pand met hoge gevel met rechte kroonlijst, hardstenen ingangspartij | Werk-woonhuis             | 18e eeuw                     |           | Nieuwe Gracht 9                       | 52° 23' 5" NB, 4° 38' 14" OL | 19576  | Meer afbeeldingen                                                    |
| Statig breed patriciershuis, hardstenen stoep en souterrain | Woonhuis                  | tweede helft 18e eeuw        |           | Nieuwe Gracht 13                      | 52° 23' 5" NB, 4° 38' 12" OL | 19577  | Meer afbeeldingen                                                    |
| Pand met rechte kroonlijst, vroeger breder, zadeldak in topgevel terzijde eindigend, gevel met dodekop geverfd                                                                 | Woonhuis                  | midden 18e eeuw              |           | Nieuwe Gracht 17                      | 52° 23' 5" NB, 4° 38' 11" OL | 19578  | Meer afbeeldingen                                                    |
| Hofje van Noblet | Sociale zorg, liefdadigh. | 1761                         |           | Nieuwe Gracht 2                       | 52° 23' 5" NB, 4° 38' 32" OL | 19579  | Meer afbeeldingen                                                    |
| Pand met gepleisterde lijstgevel, beneden gemoderniseerd | Woonhuis                  | midden 19e eeuw              |           | Nieuwe Gracht 4                       | 52° 23' 5" NB, 4° 38' 31" OL | 19580  | Meer afbeeldingen                                                    |
| Pand met lijstgevel, houten deuromlijsting, zadeldak | Woonhuis                  | eind 18e eeuw begin 19e eeuw |           | Nieuwe Gracht 20                      | 52° 23' 5" NB, 4° 38' 27" OL | 19581  | Meer afbeeldingen                                                    |
| Pand met lijstgevel, houten deuromlijsting, zadeldak | Woonhuis                  | eind 18e eeuw begin 19e eeuw |           | Nieuwe Gracht 22                      | 52° 23' 5" NB, 4° 38' 27" OL | 19582  | Meer afbeeldingen                                                    |
| Pand met lijstgevel, houten deuromlijsting, zadeldak | Woonhuis                  | eind 18e begin 19e eeuw      |           | Nieuwe Gracht 24                      | 52° 23' 5" NB, 4° 38' 27" OL | 19583  | Meer afbeeldingen                                                    |
| Pand met rechte kroonlijst, onder zadeldak, dodekop, inrit terzijde | Woonhuis                  | 18e eeuw                     |           | Nieuwe Gracht 34 - 36                 | 52° 23' 6" NB, 4° 38' 25" OL | 19584  | Meer afbeeldingen                                                    |
| Pand met rechte kroonlijst onder zadeldak, houten eenvoudige deuromlijsting, dodekop                                                                                           | Woonhuis                  | 18e eeuw                     |           | Nieuwe Gracht 38                      | 52° 23' 6" NB, 4° 38' 25" OL | 19585  | Meer afbeeldingen                                                    |
| Pand met rechte kroonlijst onder zadeldak, houten eenvoudige deuromlijsting | Woonhuis                  | 18e eeuw                     |           | Nieuwe Gracht 42                      | 52° 23' 6" NB, 4° 38' 24" OL | 19586  | Meer afbeeldingen                                                    |
| Pand met rechte kroonlijst onder zadeldak, onderpui verbouwd | Woonhuis                  | 18e eeuw                     |           | Nieuwe Gracht 44                      | 52° 23' 6" NB, 4° 38' 24" OL | 19587  | Meer afbeeldingen                                                    |
| Pand met rechte kroonlijst onder zadeldak | Woonhuis                  | 18e eeuw                     |           | Nieuwe Gracht 46                      | 52° 23' 6" NB, 4° 38' 24" OL | 19588  | Meer afbeeldingen                                                    |
| Pand met gepleisterde gevel met rechte kroonlijst onder zadeldak, deur terzijde ingebroken                                                                                     | Woonhuis                  | 18e eeuw                     |           | Nieuwe Gracht 48                      | 52° 23' 6" NB, 4° 38' 23" OL | 19589  | Meer afbeeldingen                                                    |
| Pand met gepleisterde gevel met rechte kroonlijst, zadeldak, vooruitspringend middenstuk                                                                                       | Woonhuis                  | 18e eeuw                     |           | Nieuwe Gracht 50                      | 52° 23' 6" NB, 4° 38' 23" OL | 19590  | Meer afbeeldingen                                                    |
| Pand met gepleisterde gevel met rechte kroonlijst, zadeldak | Woonhuis                  | 18e eeuw                     |           | Nieuwe Gracht 52                      | 52° 23' 6" NB, 4° 38' 22" OL | 19591  | Meer afbeeldingen                                                    |
| Pand met rechte kroonlijst onder zadeldak, smalle vensters, houten deuromlijsting                                                                                              | Woonhuis                  | einde 17e eeuw               |           | Nieuwe Gracht 58                      | 52° 23' 6" NB, 4° 38' 18" OL | 19593  | Meer afbeeldingen                                                    |
| Pand met gepleisterde gevel met rechte kroonlijst, houten deuromlijsting en empire deur                                                                                        | Woonhuis                  | begin 19e eeuw               |           | Nieuwe Gracht 62                      | 52° 23' 6" NB, 4° 38' 17" OL | 19594  | Meer afbeeldingen                                                    |
| Pand met gepleisterde gevel met gebogen fronton, houten ingangspartij met ornament                                                                                             | Woonhuis                  | midden 18e eeuw              |           | Nieuwe Gracht 64                      | 52° 23' 6" NB, 4° 38' 17" OL | 19595  | Meer afbeeldingen                                                    |
| Pand met klokgevel, door driehoekig fronton bekroond, houten ingangsomlijsting, fraai bovenlicht                                                                               | Werk-woonhuis             |                              |           | Nieuwe Gracht 66                      | 52° 23' 6" NB, 4° 38' 17" OL | 19596  | Meer afbeeldingen                                                    |
| Pand met klokgevel, door driehoekig fronton bekroond, houten ingangsomlijsting, fraai bovenlicht                                                                               | Werk-woonhuis             |                              |           | Nieuwe Gracht 68                      | 52° 23' 6" NB, 4° 38' 16" OL | 19597  | Meer afbeeldingen                                                    |
| Pand met rechte kroonlijst onder zadeldak, houten deuromlijsting | Woonhuis                  | 18e eeuw                     |           | Nieuwe Gracht 70                      | 52° 23' 6" NB, 4° 38' 16" OL | 19598  | Meer afbeeldingen                                                    |
| Statig patriciershuis, ingangsomlijsting met zwaar gebeeldhouwde deur, bovenlicht, consoles fraai gesneden; rechte kroonlijst, fraai stoephek régence met krullen en initialen | Woonhuis                  | eerste helft 18e eeuw        |           | Nieuwe Gracht 72                      | 52° 23' 6" NB, 4° 38' 16" OL | 19599  | Meer afbeeldingen                                                    |
| Statig patriciershuis, met rechte kroonlijst en gebeeldhouwde middenpartij, stoep, deur met bovenlicht met takken en trossen, hek met fraai régence smeedwerk                  | Woonhuis                  | eerste helft 18e eeuw        |           | Nieuwe Gracht 74 - 76                 | 52° 23' 7" NB, 4° 38' 14" OL | 19600  | Meer afbeeldingen                                                    |
| Statig patriciershuis, beneden deels verbouwd, aangebrachte brede ramen, deuromlijsting rococo, rechte kroonlijst met gesneden consoles, Louis seize deur en stoep             | Woonhuis                  | midden 18e eeuw              |           | Nieuwe Gracht 78                      | 52° 23' 7" NB, 4° 38' 13" OL | 19601  | Meer afbeeldingen                                                    |
| Bisschoppelijk Paleis van Haarlem | Woonhuis                  | eerste helft 18e eeuw        |           | Nieuwe Gracht 80                      | 52° 23' 7" NB, 4° 38' 13" OL | 19602  | Meer afbeeldingen                                                    |
| Pand met rechte kroonlijst, ingang met houten omlijstingen, plat dak | Woonhuis                  | eerste kwart 19e eeuw        |           | Nieuwe Gracht 82 A (hk. Kruisweg 74)  | 52° 23' 7" NB, 4° 38' 10" OL | 19603  | Pand met rechte kroonlijst, ingang met houten omlijstingen, plat dak |
| Pand met rechte kroonlijst, houten deuromlijsting, gevel met dodekop geverfd, moderne dakkapellen                                                                              | Woonhuis                  | midden 18e eeuw              |           | Nieuwe Gracht 84                      | 52° 23' 7" NB, 4° 38' 8" OL  | 19604  | Meer afbeeldingen                                                    |
| Pand met rechte kroonlijst, vooruitspringend middenrisaliet, twee ingangen met gebeeldhouwde omlijstingen                                                                      | Werk-woonhuis             | midden 18e eeuw              |           | Nieuwe Gracht 86                      | 52° 23' 7" NB, 4° 38' 8" OL  | 19605  | Meer afbeeldingen                                                    |
| Pand met gepleisterde lijstgevel met mansarde dak | Woonhuis                  | aanvang 19e eeuw             |           | Nieuwe Gracht 100                     | 52° 23' 7" NB, 4° 38' 5" OL  | 19606  | Meer afbeeldingen                                                    |
| Pand met gepleisterde 18e-eeuwse eenvoudige gevel onder zadeldak en rechte kroonlijst                                                                                          | Woonhuis                  | 18e eeuw                     |           | Nieuwe Gracht 102 (hk. Zijhuizen)     | 52° 23' 7" NB, 4° 38' 4" OL  | 19607  | Meer afbeeldingen                                                    |
| Kruisbrug | Brug                      | 1889                         |           | Nieuwe Gracht 19 t/o nr. (Kruisbrug)  | 52° 23' 6" NB, 4° 38' 10" OL | 513396 | Meer afbeeldingen                                                    |
| Nassaubrug | Brug                      | 1885-1886                    |           | Nieuwe Gracht 37 t/o nr. (Nassaubrug) | 52° 23' 7" NB, 4° 38' 3" OL  | 513405 | Meer afbeeldingen                                                    |

Centrum:
Bakenessergracht ·
Frankestraat ·
Gedempte Oude Gracht ·
Gierstraat ·
Groot Heiligland ·
Grote Houtstraat ·
Grote Markt ·
Jansstraat ·
Kenaupark ·
Klein Heiligland ·
Kleine Houtstraat ·
Kleine Houtweg ·
Koningstraat ·
Nieuwe Gracht ·
Parklaan ·
Spaarnwouderbuurt ·
Wilhelminastraat ·
Zijlstraat

Zuid-West:
Florapark ·
Floraplein ·
Wagenweg 

Haarlem-Oost

Schalkwijk

Noord:
Begraafplaats Kleverlaan ·
Spaarndam 